# Сафронов, Владимир Сергеевич
Владимир Сергеевич Сафронов (26 января 1939, Наманган — 21 ноября 2006, Челябинск) — советский и российский художник.

## Биография
Родился в 1939 году в г. Намангане Узбекской ССР, где были в ссылке его репрессированные родители (По другой версии родился в г. Ленинграде, но был зарегистрирован в г. Намангане). Отец Сафронов Сергей Сергеевич (1914—1941). Мать Шишкина Надежда Михайловна (1921—1988).
В 1940—1944 жил в Ленинграде, с 1944 — в Челябинске. 1955—1958 Работал токарем на Челябинском металлургическом заводе. 1958—1961 — служба в Советской Армии. 1961—1966 работал загрузчиком-выгрузчиком графитеровочных печей на Челябинском электродном заводе. С 1966 по 1969 год учился в Вечерних рисовальных классах института живописи, скульптуры и архитектуры им. И. Е. Репина в Ленинграде, работал художником-оформителем на Адмиралтейском заводе. 1969—1973 работал художником-ретушером, затем художником-промграфиком в Челябинской областной типографии. Закончил художественно-графический факультет Магнитогорского государственного педагогического института в 1984 году.
Преподавал в Челябинском Гуманитарном Институте (сейчас Русско-Британский институт управления, РБИУ) на факультете «Дизайна» в должности доцента.
Член Союза художников СССР с 1983 г. Член международной ассоциации изобразительных искусств АИАП ЮНЕСКО.
Являлся председателем графической секции Челябинского регионального отделения Союза Художников России.
Являлся ответственным секретарем ЧРО Союза Художников России.

## Творчество
Живописец, монументалист, график (станковая, книжная, компьютерная графика). Работал в направлении нового и новейшего искусства (импрессионизм, постимпрессионизм, кубизм, сюрреализм, модерн, абстрактное искусство, инсталляции и т. п.)
В тематике предпочтение сложным композициям, пейзаж, натюрморт, портрет. Участие в международных и российских выставках.
Работы находятся в собраниях 27 стран мира.

## Выставки

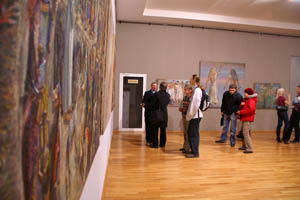
Safronov-vystavka

- 2014 Персональная выставка «Прогулки с ангелами», Музей изобразительных искусств, Челябинск
- 2013 Персональная выставка «Портал Воображения» (недоступная ссылка), Курганский областной художественный музей, Курган
- 2012 Персональная выставка «Портал Воображения» (недоступная ссылка), Выставочный зал Союза художников России, Челябинск
- 2010 Выставка художников Челябинска, галерея «Гармония», Челябинск
- 2007 Традиционная Рождественская выставка, Челябинск
- 2007 Выставка «Художники Челябинска», Магнитогорск
- 2006 Областная осенняя выставка «Городской Романс», Челябинск
- 2006 Областная выставка книжной графики, Челябинск
- 2006 «Дон Кихот и кое-что ещё…», Челябинск
- 2005 «Мифы. Легенды. Сказки.», Челябинск
- 2004 Челя, Большая Выставка, Челябинск
- 2004 Весенняя художественная выставка"Она & Он", Челябинск — Екатеринбург
- 2002 Художники Челябинска, Челябинск
- 2001 Венская Выставка, «Дар Мира», Вена, Австрия
- 1999 «Трилогия мифа», Челябинск
- 1997 Осенняя выставка произведений художников челябинской области, Челябинск
- 1997 «Без Жюри», Выставка членов Союза художников России, Челябинск
- 1996 Областная выставка посвященная "260-летию Челябинска, Челябинск
- 1995 Областная выставка посвященная « 50-летию Великой Победы», Челябинск
- 1989 Прага, Чехия
- 1980 5-я зональная выставка «Урал Социалистический», Тюмень
- 1979 Всесоюзная художественная выставка посвященная «50-летию Магнитогорска», Магнитогорск
- 1975 Областная выставка посвященная «30-летию Великой Победы», Челябинск
- 1973—2007 Участие в ежегодных областных выставках Союза Художников России, Челябинск
- 1973 Выставка натюрморта художников челябинской области, Челябинск
- 1973 Выставка акварели художников челябинской области, Челябинск